# Anders Törner

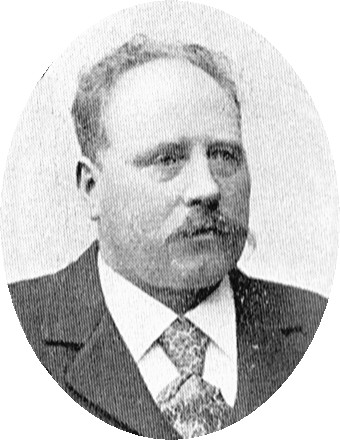
Anders Törner.

Anders Gustaf Törner, född 9 februari 1856 i Askers socken, död 1917 i Roslags-Bro socken, var en svensk byggmästare.

## Biografi
Anders Törner gick 1874 i lära som murare hos byggmästaren A.P. Yxman i hemmasocknen. Åren 1874 till 1877 praktiserade han som murare i Filipstad och Örebro. 1877 kom han till Stockholm och började arbeta som murare och blev verkmästare hos byggmästaren Sven Lindau 1879 till 1883. Sistnämnda år startade han sin egen verksamhet som byggmästare. I december 1890 godkändes han av Stockholms byggnadsnämnd som byggmästare. Enligt folkräkningen 1900 bor han med sin familj vid Skeppargatan 22 (Valfisken 3 och 4) som han uppfört 1898. I hushållet fanns förutom hustru Jenny Sofia (född 1856) även deras fem barn.
Törner hörde till den kategorin hantverkare som under 1800-talets slut kom från landsbygden till Stockholm för att profitera av byggboomen som rådde i huvudstaden. Man tog krediter, köpte en tomt och arkitektritningar samt byggmateriel, samlade ihop några byggarbetare och uppförde främst flerbostadshus. Sedan sålde man fastigheten så fort som möjligt och vinsten finansierade nästa projekt. 
Under första världskriget gick dock affärerna inte så bra för Törner. Hans sista projekt var Formen 6, Andersvägen / Hagavägen i Hagalund som han uppförde 1912–1915. Därefter uppförde han inga fler hus och flyttade till Roslags-Bro vars fastighet stod på hustrun, som härstammade från Kråksmåla i Kalmar län. Hans bouppteckning visade fler skulder än tillgångar enär fastigheter hade skrivits över på barnen

## Uppförda byggnader (urval)
Här uppges ursprungliga, vid tiden gällande gatuadresser och fastighetsbeteckningar.
- Blåklinten 15, Västmannagatan 54 (1887-1888)
- Kikaren 2, Kungstensgatan 33 (1887-1888)
- Tuben 5, Västmannagatan 26 (1887-1888)
- Torkan 1, Jungfrugatan 18 (1889)
- Brandmästaren 12, Banérgatan 9 (1890)
- Lägret 7, Storgatan 48 (1890)
- Vattumannen 23, Svedenborgsgatan 2 (1890)
- Fyrkanten 7, Apelbergsgatan 40 (1896)
- Vakteln 7, Valhallavägen 59 (1896)
- Skörden 26, Kungsholmsgatan 28 (1898)
- Valfisken 4, Skeppargatan 22 (1898)
- Lien 5, Katarina bangata 48 (1905)
- Baggen 17, Roslagsgatan 11 (1907)
- Sånglärkan 5, Valhallavägen 66 (1910)
- Formen 6, Andersvägen / Hagavägen, Hagalund (1915) – hans sista bygge

Uppförda byggnader (exempel)
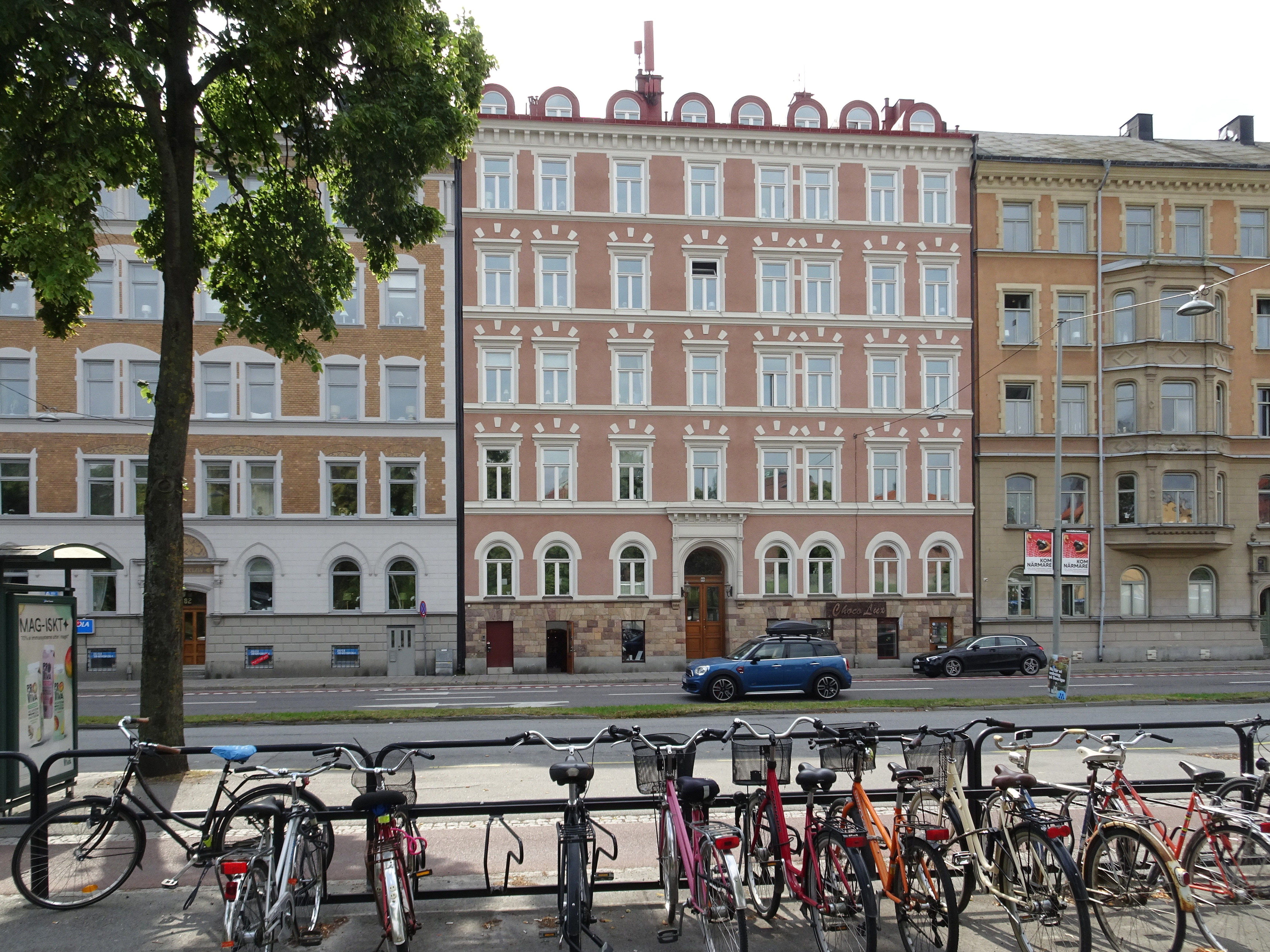
Vakteln 7, Valhallavägen 59 (nuv. 80), byggår 1896
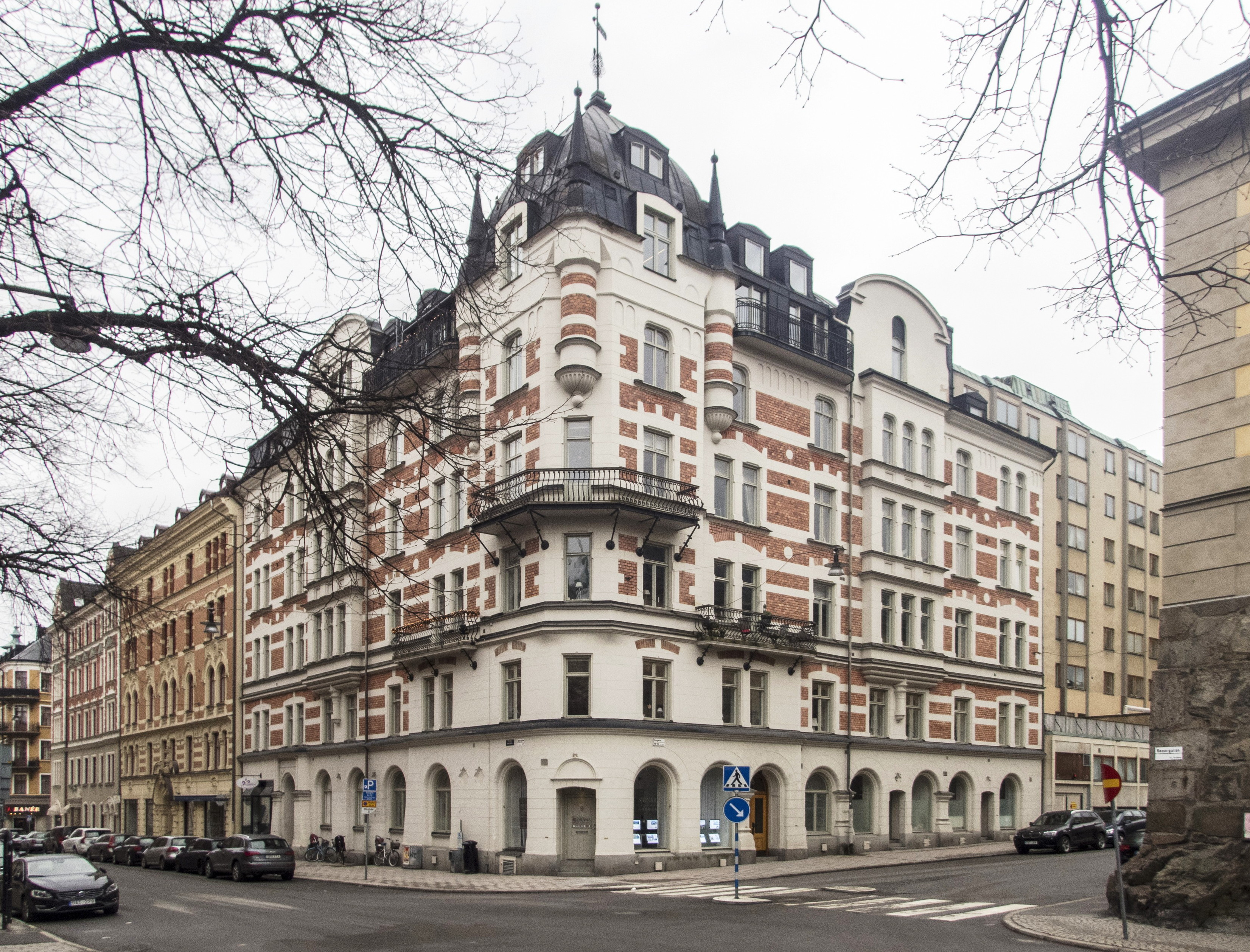
Lägret 7, Banérgatan 9, byggår 1898.
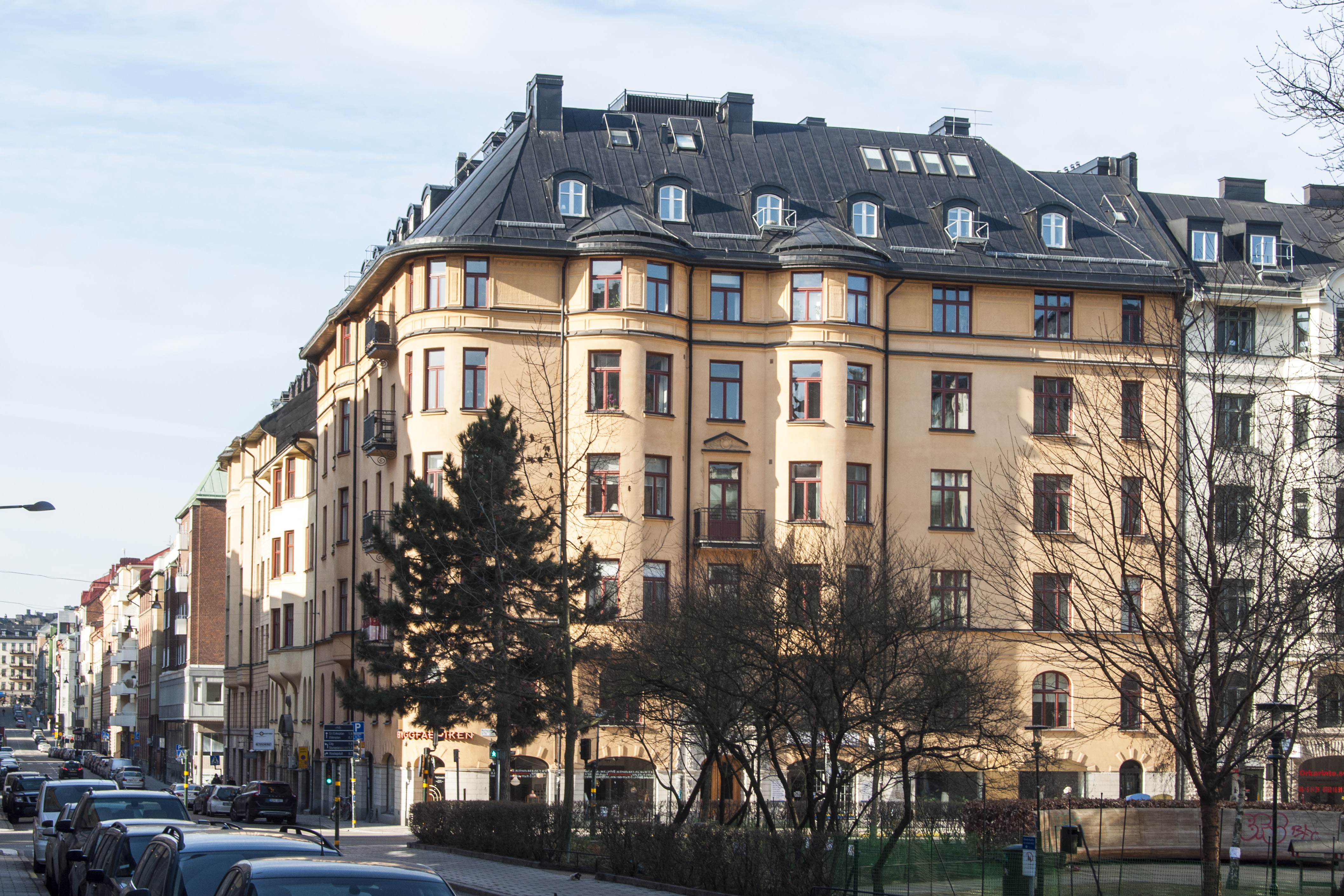
Baggen 17, Roslagsgatan 11, byggår 1907.
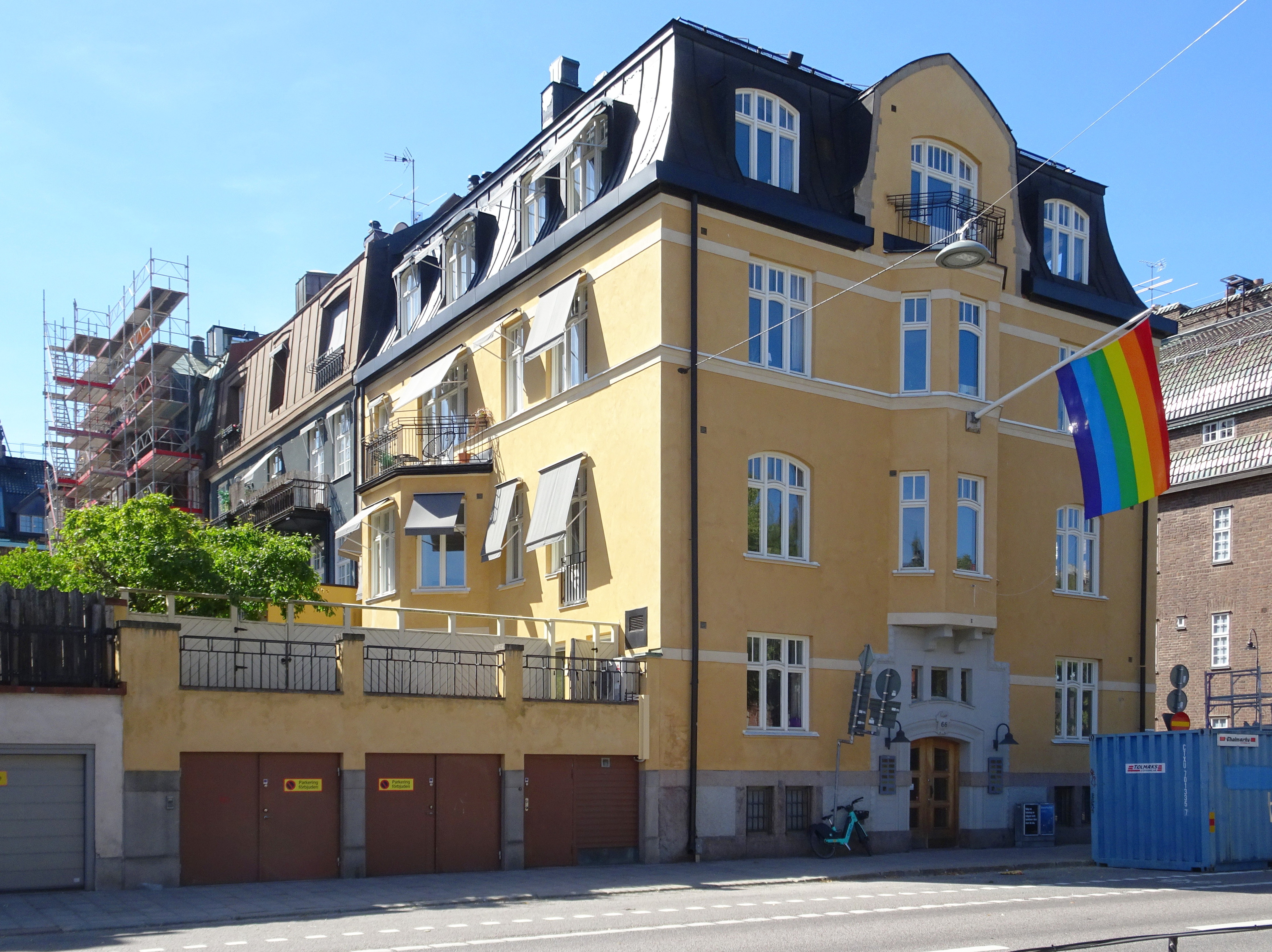
Sånglärkan 5, Valhallavägen 66, byggår 1910.